# Phytomyza aronici
Phytomyza aronici este o specie de muște din genul Phytomyza, familia Agromyzidae, descrisă de Nowakowski în anul 1962.
Este endemică în Polonia. Conform Catalogue of Life specia Phytomyza aronici nu are subspecii cunoscute.